# Šebalino
Šebalino (in russo Шебалино?) è un selo della Repubblica dell'Altaj, nella Russia asiatica, capoluogo dello Šebalinskij rajon.